# Куокунинский наслег
Куокунинский наслег — сельское поселение в Сунтарском улусе Якутии Российской Федерации.
Административный центр — село Куокуну.

## История
Статус и границы сельского поселения установлены Законом Республики Саха (Якутия) от 30 ноября 2004 года N 173-З N 353-III «Об установлении границ и о наделении статусом городского и сельского поселений муниципальных образований Республики Саха (Якутия)».

## Население
| 1989 | 2001 | 2002 | 2010 | 2011 | 2012 | 2013 |
| ---- | ---- | ---- | ---- | ---- | ---- | ---- |
| 700  | ↗734 | ↘706 | ↘591 | ↘590 | ↘570 | ↘551 |
| 2014 | 2015 | 2016 | 2017 | 2018 | 2019 | 2020 |
| ↘542 | ↘525 | ↘517 | ↗518 | ↗521 | ↘510 | ↗513 |
| 2021 |      |      |      |      |      |      |
| ↗518 |      |      |      |      |      |      |

## Состав сельского поселения
| № | Населённый пункт | Тип населённого пункта       | Население |
| - | ---------------- | ---------------------------- | --------- |
| 1 | Куокуну          | село, административный центр | ↗518      |